# Kunoy
Kunoy (dán.: Kunø, isl.: Kuney, čes.: ostrov žen) je faerský ostrov. Má rozlohu 35,5 km² a 156 obyvatel.
Leží mezi ostrovy Kalsoy na západě a Borðoy na východě. Je zde 11 hor, z toho nejvyšší Kúvingafjall s výškou 830 metrů. Jsou zde tři osady: Kunoy se 64 obyvateli, Haraldssund se 69 obyvateli a Skarð s žádnými obyvateli. Města Kunoy a Haraldssund byly spojeny tunelem v roce 1988. V Haraldssundu je most na ostrov Borðoy. Na ostrově není téměř žádná voda.
Z vesnice Skarð pocházel básník, politik a učitel Símun av Skarði (1872–1942). Byl zakladatelem faerské hymny Mítt alfagra land.